# Andreas Gyldenklou
Andreas Gyldenklou (* 20. Dezember 1602 in Slomarp als Andreas Månsson Gylle; † 10. Januar 1665 in Skånelaholm) war ein schwedischer Jurist, Staatssekretär und Diplomat.

## Leben
Andreas Gylle wurde auf dem Hof Slomarps gård in Östanstång, Östergötland, geboren und war der Sohn des Måns Pedersson Gylle († 1644), Kämmerer Herzog Johanns von Östergötland. Er studierte an den Universitäten Uppsala, Leipzig und Wittenberg Geschichte, Staats- und Rechtswissenschaften. 1627 wurde er Lektor der Philosophie am neu gegründeten Gymnasium in Linköping. Die Universität Uppsala berief ihn 1630 zum Professor der Dichtkunst. Im selben Jahr wurde er Referendarius correspondentiarum der königlichen Kanzlei.
1630 folgte er König Gustav II. Adolf in den Krieg nach Deutschland. 1631 ging er erneut als Professor der Dichtkunst nach Uppsala. 1635 wurde er Sekretär der königlichen Hofkanzlei. 1636 wurde er zum Häradshövding (Hardenoberhaupt) in der Harde Wedens härad in Västergötland ernannt. Am 20. Oktober 1639 wurde Andreas Gylle unter dem Namen Gyldenklou in den schwedischen Adelsstand erhoben. 1641 wurde er Häradshövding im Lyhundra härad in Roslagen und 1653 im Hammarkinds härad in Östergötland. Bereits 1645 wurde er zum Staatssekretär ernannt worden; aus diesem Amt nahm er 1654 seinen Abschied.
1657 wurde er Präsident der schwedischen Regierung in Pommern und zugleich des königlichen Hofgerichts in Greifswald. Während des Zweiten Nordischen Kriegs 1659 ging er als Gesandter zu Friedensverhandlungen mit Polen nach Elbing und 1660 als außerordentlicher Botschafter nach Oliva. 1661 nahm er seinen Abschied.
Andreas Gyldenklou starb 1665 auf Schloss Skånelaholm und wurde in der Jakobskirche in Stockholm beigesetzt. Er war Verfasser mehrerer wissenschaftlicher Arbeiten.

## Familie
Mit seiner ersten Frau Maria Rijk († 1631), Tochter des Zollverwalters Reinhold Rijk, hatte er vier Söhne, von denen zwei jung starben. Ihr Sohn Jacob Gyldenklou († 1692) war Assessor am Wismarer Tribunal. Seine zweite Ehe schloss er mit Anna Burea, der Tochter des Bischofs Jacobus Bureus und Schwester des Staatspräsidenten Nils Burensköld. Mit ihr hatte er drei Töchter und zwei Söhne.